# Internationale Deutsche Meisterschaft 1996 im Judo
Die Internationale Deutsche Meisterschaft 1996 im Judo wurde vom 22. bis 23. Juni 1996 in Rüsselsheim ausgetragen.
In den einzelnen Gewichtsklassen der Damen- und Herren-Wettbewerbe kam es zu den nachfolgend aufgeführten Ergebnissen.

## Ergebnisse

### Herren

#### Klasse bis 60kg
| Platz | Name          | Ort            |
| ----- | ------------- | -------------- |
| 1     | Sven Hesse    | Frankfurt/Oder |
| 2     | Sven Schmidt  | JC Rüsselsheim |
| 3     | Enio Kanayama | Brasilien      |
| 3     | Ralf Heiler   |                |

#### Klasse bis 65kg
| Platz | Name              | Ort        |
| ----- | ----------------- | ---------- |
| 1     | Richard Trautmann | Großhadern |
| 2     | Cleber Moreté     | Brasilien  |
| 3     | Christian Konz    |            |
| 3     | Guy Fogel         | Israel     |

#### Klasse bis 71kg
| Platz | Name              | Ort        |
| ----- | ----------------- | ---------- |
| 1     | Udo Quellmalz     | Ingolstadt |
| 2     | Christian Prechtl | Österreich |
| 3     | René Sporleder    |            |
| 3     | Heiko Seidlitz    |            |

#### Klasse bis 78kg
| Platz | Name              | Ort            |
| ----- | ----------------- | -------------- |
| 1     | Uwe Frenz         | Frankfurt/Oder |
| 2     | Eric Zymna        | Rüsselsheim    |
| 3     | Axel Eggenfellner | Österreich     |
| 3     | Christian Krause  |                |

#### Klasse bis 86kg
| Platz | Name          | Ort         |
| ----- | ------------- | ----------- |
| 1     | Mark Huizinga | Niederlande |
| 2     | Patrick Klas  | Niederlande |
| 3     | Eric Froemer  | Düsseldorf  |
| 3     | Istvan Csehi  | Ungarn      |

#### Klasse bis 95kg
| Platz | Name            | Ort       |
| ----- | --------------- | --------- |
| 1     | Patrick Nebhuth | Wiesbaden |
| 2     | Istvan Szasz    | Ungarn    |
| 3     | Axel Lobenstein | Leipzig   |
| 3     | Egon Müller     | Hannover  |

#### Klasse über 95kg
| Platz | Name          | Ort         |
| ----- | ------------- | ----------- |
| 1     | Frank Möller  | Berlin      |
| 2     | Denny Ebers   | Niederlande |
| 3     | Walid Mahmoud |             |
| 3     | Volker Heyer  |             |

### Damen

#### Klasse bis 48kg
| Platz | Name                | Ort       |
| ----- | ------------------- | --------- |
| 1     | Dörte Dammann       | Osnabrück |
| 2     | Jana Perlberg       | Berlin    |
| 3     | Anna-Maria Gradante |           |
| 3     | Birte Siemens       |           |

#### Klasse bis 52kg
| Platz | Name                | Ort            |
| ----- | ------------------- | -------------- |
| 1     | Alexa von Schwichow | SSK Reutlingen |
| 2     | Raffaella Imbriani  | JC Ettlingen   |
| 3     | Sandra Schwalbe     |                |
| 3     | Sandra Steigerwald  |                |

#### Klasse bis 56kg
| Platz | Name             | Ort          |
| ----- | ---------------- | ------------ |
| 1     | Maria Pekli      | Ungarn       |
| 2     | Tanja Münzinger  | JV Nürtingen |
| 3     | Judith Hofrath   |              |
| 3     | Gwen Heinsberger |              |

#### Klasse bis 61kg
| Platz | Name               | Ort           |
| ----- | ------------------ | ------------- |
| 1     | Michaela Vernerová | Tschechien    |
| 2     | Barbara Dohmen     | Gelsenkirchen |
| 3     | Jenny Gal          | Niederlande   |
| 3     | Sandra Wurm        |               |

#### Klasse bis 66kg
| Platz | Name              | Ort       |
| ----- | ----------------- | --------- |
| 1     | Anja von Rekowski | Hannover  |
| 2     | Nicole Bruns      | Nürtingen |
| 3     | Yvonne Wansart    |           |
| 3     | Boreen Franke     |           |

#### Klasse bis 72kg
| Platz | Name            | Ort      |
| ----- | --------------- | -------- |
| 1     | Barbara Schmidt | Elsdorf  |
| 2     | Ilka Gißelman   | Holten   |
| 3     | Ute Burmeister  | Berlin   |
| 3     | Susan Koivu     | Finnland |

#### Klasse über 72kg
| Platz | Name              | Ort         |
| ----- | ----------------- | ----------- |
| 1     | Johanna Hagn      | Elsdorf     |
| 2     | Sandra Köppen     | Brandenburg |
| 3     | Angelique Seriese | Niederlande |
| 3     | Marit Papenhausen |             |

## Quelle
- „Ergebnisse“, Sport-Bild vom 26. Juni 1996, S. 72